# Parallel (geografie)

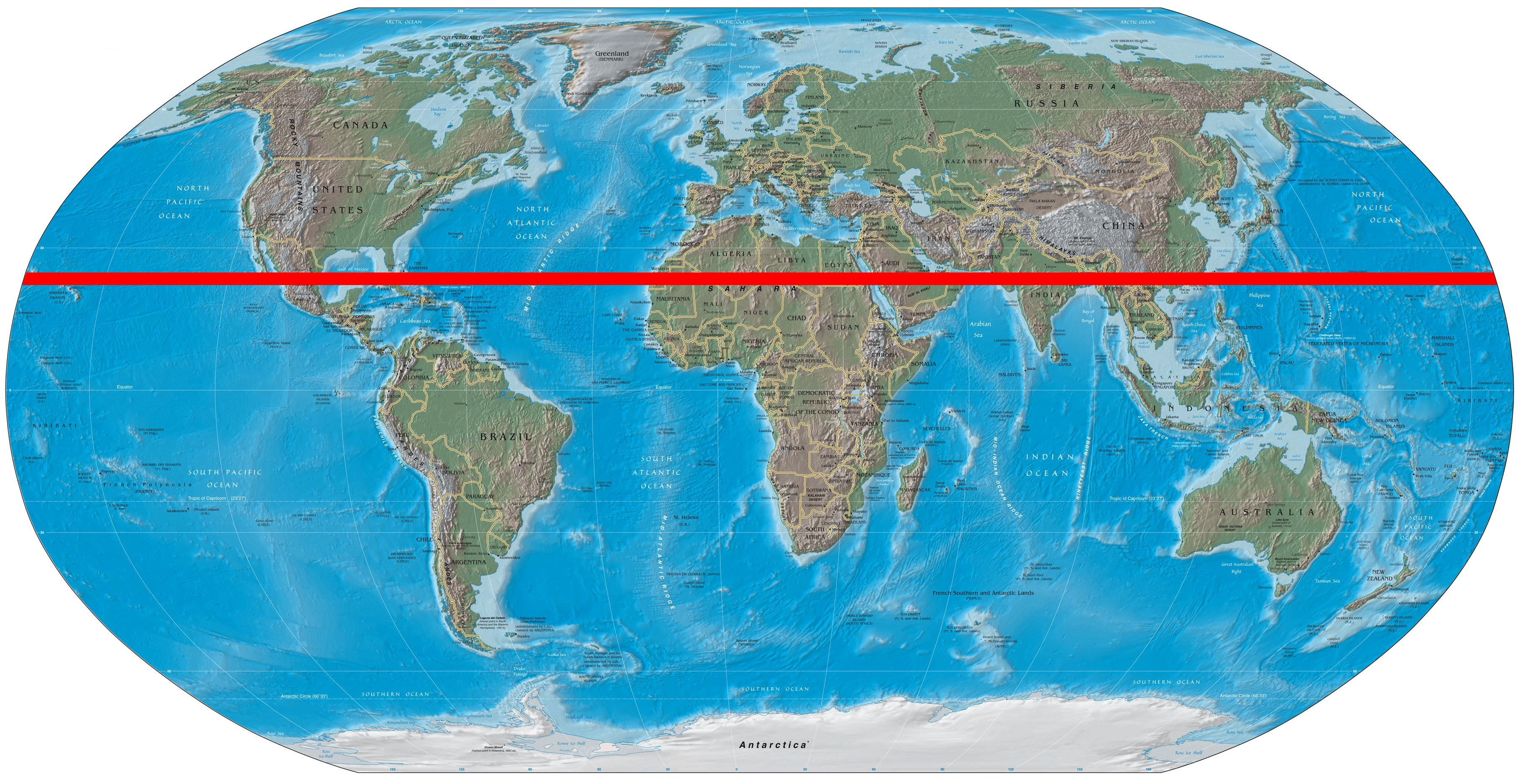
Kreeftskeerkring

Een parallel of breedtecirkel (parallelcirkel) is een denkbeeldige cirkel op aarde die alle punten op een bepaalde breedtegraad verbindt. De evenaar is een grootcirkel, alle andere parallellen zijn kleincirkels.
Enkele bijzondere breedtecirkels zijn:
- de evenaar - deze ligt op 0 graden en scheidt het aardoppervlak in een noordelijk en een zuidelijk halfrond. Tweemaal per jaar, rond 21 maart en 23 september, staat de zon loodrecht boven de evenaar en zijn dag en nacht overal op aarde van ongeveer gelijke lengte. Vandaar dat deze tijdstippen equinox (gelijke nacht) genoemd worden.

- de keerkringen, te weten de Steenbokskeerkring (± 23½° zuiderbreedte) en de Kreeftskeerkring (± 23½° noorderbreedte). Deze cirkels markeren de hoogst mogelijke breedte waarop de zon gedurende een jaar loodrecht boven het aardoppervlak kan staan. Dit gebeurt voor beide cirkels respectievelijk op of rond 22 december en 21 juni. Het gebied tussen beide keerkringen wordt de tropen genoemd.

- de poolcirkels, op ± 66 graden noorder- en zuiderbreedte. Op breedten hoger dan die van de poolcirkels gaat de zon in de zomer een of meer nachten per jaar niet onder, en komt deze in de winter een of meer dagen niet op.

Evenaar · Poolcirkel · Noordpoolcirkel · Zuidpoolcirkel

Keerkring · Kreeftskeerkring · Steenbokskeerkring